# Richard Varick

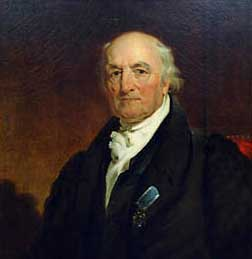
Richard Varick

Richard Varick (* 15. März 1753 in Hackensack, Provinz New Jersey; † 30. Juli 1831 in Jersey City, New Jersey) war ein US-amerikanischer Politiker. Zwischen 1789 und 1801 war er Bürgermeister von New York City.

## Werdegang
Richard Varick studierte am Kings College, der späteren Columbia University, Jura. Beim Ausbruch des Unabhängigkeitskrieges schloss er sich der amerikanischen Sache an und wurde Hauptmann der Staatsmiliz. Später wurde er Mitglied der Kontinentalarmee. Er nahm an einigen Gefechten teil und wurde Inspector General im Stützpunkt West Point. Dort war er Stabsoffizier unter Benedict Arnold. Nachdem dieser als Verräter enttarnt worden war, geriet auch Varick unter diesen Verdacht. Er wurde verhaftet und angeklagt, aber wegen nachgewiesener Unschuld freigesprochen. Anschließend diente er bis zum Ende des Krieges als Privatsekretär von George Washington.
Zwischen 1784 und 1789 bekleidete er als Nachfolger von John Watts das Amt des Recorder of New York City. In den Jahren 1788 und 1789 war er Attorney General des Bundesstaates New York. Von 1786 bis 1788 gehörte er auch der New York State Assembly an, deren Präsident er seit 1787 war. Varick war auch wieder Mitglied der Staatsmiliz, in der er es bis zum Oberst brachte. Im Jahr 1789 wurde er vom Council of Appointment zum Bürgermeister der Stadt New York gewählt. Dieses Amt bekleidete er nach einigen Wiederwahlen zwischen 1789 und 1801. Das Stadtgebiet von New York erstreckte sich bis 1898 im Wesentlichen auf den heutigen Stadtteil Manhattan.
Nach dem Ende seiner Zeit als Bürgermeister arbeitete Richard Varick auch im Bankgewerbe. Er war auch Mitgründer und Präsident der American Bible Society. Überdies gehörte er der Society of the Cincinnati an und leitete deren Niederlassung in New York. Er starb am 30. Juli 1831 in Jersey City.